# Villa Franca (Paraguay)
Villa Franca è un centro abitato del Paraguay; è situato nel dipartimento di Ñeembucú, di cui forma uno dei 16 distretti. 

## Popolazione
Al censimento del 2002 la località contava una popolazione urbana di 432 abitanti (920 nel distretto).

## Caratteristiche
Villa Franca, fondata nel 1775 dal governatore spagnolo Fernando de Pinedo, è situata sulla riva sinistra del fiume Paraguay nella parte settentrionale del dipartimento; le attività economiche principali sono l'allevamento e la pesca.